# Evaristo Páramos Pérez
Evaristo Páramos Pérez   (Guillarei, 13 de juny de 1960), conegut amb el monònim d'Evaristo, és un cantant basc de música punk. És conegut sobretot per ser el vocalista de La Polla Records, un grup de música punk rock actiu del 1979 fins al 2003 i que, al costat d'altres grups coetanis, va formar part del moviment musical denominat rock radical basc. Les lletres de les seves cançons solen ser crítiques amb el feixisme, el capitalisme, l'autoritarisme i el catolicisme amb un to de sarcasme. Actualment és el vocalista del grup Tropa do Carallo.
Evaristo es reconeix com a gallec i basc, i és seguidor del Celta de Vigo havent portat la samarreta del club a molts dels seus concerts. També és membre de la penya celtista d'Eibar, la Eibarzale.

## Biografia
Encara que va néixer a la parròquia gallega de Guillarei, quan tenia set mesos la seva família es va traslladar a la localitat alabesa d'Agurain. Actualment resideix a la localitat d'Oñati.
En 1979 va crear juntament amb Sumé a la guitarra, Txarly, Maleguin i Fernandito el grup La Polla Records. La banda va mantenir la seva activitat fins a l'any 2003, quan es va produir la seva dissolució. Evaristo va gravar amb el grup un total de tretze àlbums d'estudi.
Paral·lelament a La Polla Records, Evaristo va formar el 2002, juntament amb alguns components de RIP, el grup The Kagas, amb el qual va publicar el seu disc Nuevos héroes del rock. Dos anys després, el 2004, quan La Polla ja s'havia retirat dels escenaris, Evaristo i RIP. van tornar a ajuntar-se sota el nom de The Meas, per gravar el disc Buscándose la vida.
El 2002, l'editorial Txalaparta també va publicar el seu llibre Por los hijos, lo que sea, que conté una sèrie de pensaments filosòfics, relats i textos inclassificables sobre el diví i l'humà.
Després de la desaparició definitiva de La Polla, Evaristo no va trigar a formar un nou grup, Gatillazo, amb el qual sense haver publicat cap disc van començar a fer concerts. El seu primer disc homònim va veure la llum l'any 2005, i el segon, Dianas legales, una al·lusió paròdica a Diana de Gal·les, el 2007. El 2008 va donar a conèixer el tercer disc amb Gatillazo, titulat Sex Pastels, i fent una clara referència al grup Sex Pistols. Tres anys després, el 2011, Gatillazo va publicar el seu quart treball, Sangre y mierda. El 2 d'abril de 2013 Gatillazo va publicar el seu cinquè àlbum amb el títol de Siglo XXI.
El 17 de novembre de 2014, Evaristo va publicar el seu segon llibre titulat Cuatro estaciones hacia la locura a través de l'editorial Desacorde Ediciones. El 26 de maig de 2018, després d'actuar en un festival a Jerez de la Frontera, va ser identificat per la Guàrdia Civil amb l'objecte de denunciar-lo per presumptament haver insultar a la policia. L'actuació policial va tenir un notable ressò a les xarxes socials i el líder de Podem, Pablo Iglesias, va comentar que era una prova de «la putrefacció de la nostra democràcia».

## Discografia

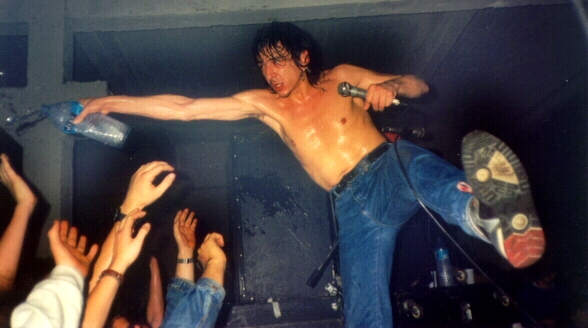
Evaristo amb La Polla Records

### Amb La Polla Records (1979–2003)
- Banco Vaticano (maqueta) - 1981
- Y ahora qué? (EP) - 1983
- Salve - 1984
- Revolución - 1985
- No somos nada - 1987
- Donde se habla - 1988
- En directo (directe) - 1988
- Ellos dicen mierda, nosotros amén - 1990
- Los jubilados - 1990
- Barman (EP) - 1991
- Negro - 1992
- Hoy es el futuro - 1993
- Bajo presión - 1994
- Carne para la picadora - 1996
- En turecto (directe) - 1998
- Toda la puta vida igual - 1999
- Bocas - 2001
- El último (el) de La Polla - 2003
- Vamos entrando (directe) - 2004 (enregistrat al festival Viña Rock 2003)
- Ni descanso, ni paz! (2019, recopilatori dels tres primers àlbums i una cançó nova)[8]

### Amb The Kagas
- Nuevos héroes del rock - 2002

### Amb The Meas

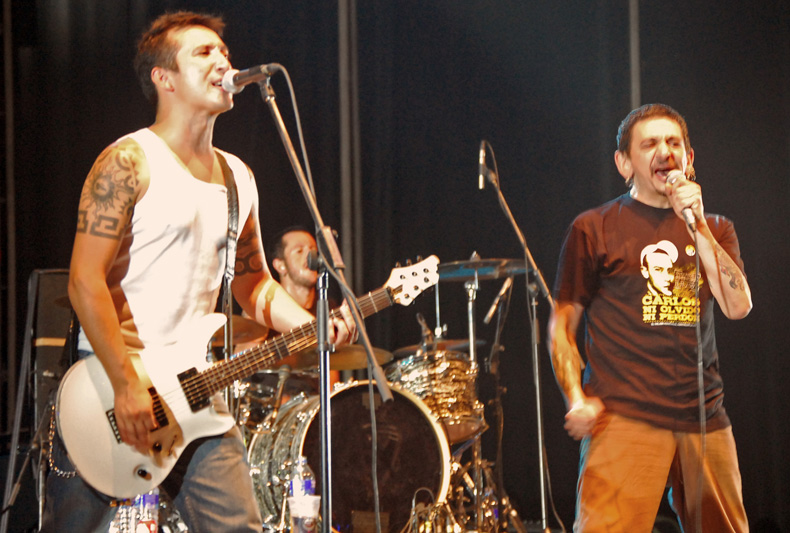
Evaristo amb Gatillazo el 2009

- Buscándose la vida - 2004

### Amb Gatillazo
- Gatillazo - 2005
- Dianas legales - 2007
- Sex Pastels - 2008
- Sangre y mierda - 2011
- Siglo XXI - 2013
- Cómo convertirse en nada - 2016

### Amb Tropa do Carallo
- Qué hostias andáis! (2021)[14]
- Habrá que verlo (2024)[15]

## Llibres publicats
- Por los hijos lo que sea (Txalaparta, 2002)
- Cuatro estaciones hacia la locura (Desacorde Ediciones, 2014)
- Cuatro estaciones en la locura (Desacorde Ediciones, 2016)
- Qué dura es la vida del artista (Desacorde Ediciones, 2018)

## Filmografia
- Cameo a Adiós pequeña, d'Imanol Uribe (1986)
- Evaristo Páramos entrevistat a Otra vuelta de tuerka (2019)
- No somos nada (Javier Corcuera, 2021)